# Miyajima (Hiroshima)
Miyajima (宮島町 Miyajima-chō?) fue un pueblo localizado en la isla de Itsukushima en el distrito de Saeki, prefectura de Hiroshima, Japón. El 3 de noviembre de 2005 se añadió a la ciudad de Hatsukaichi.

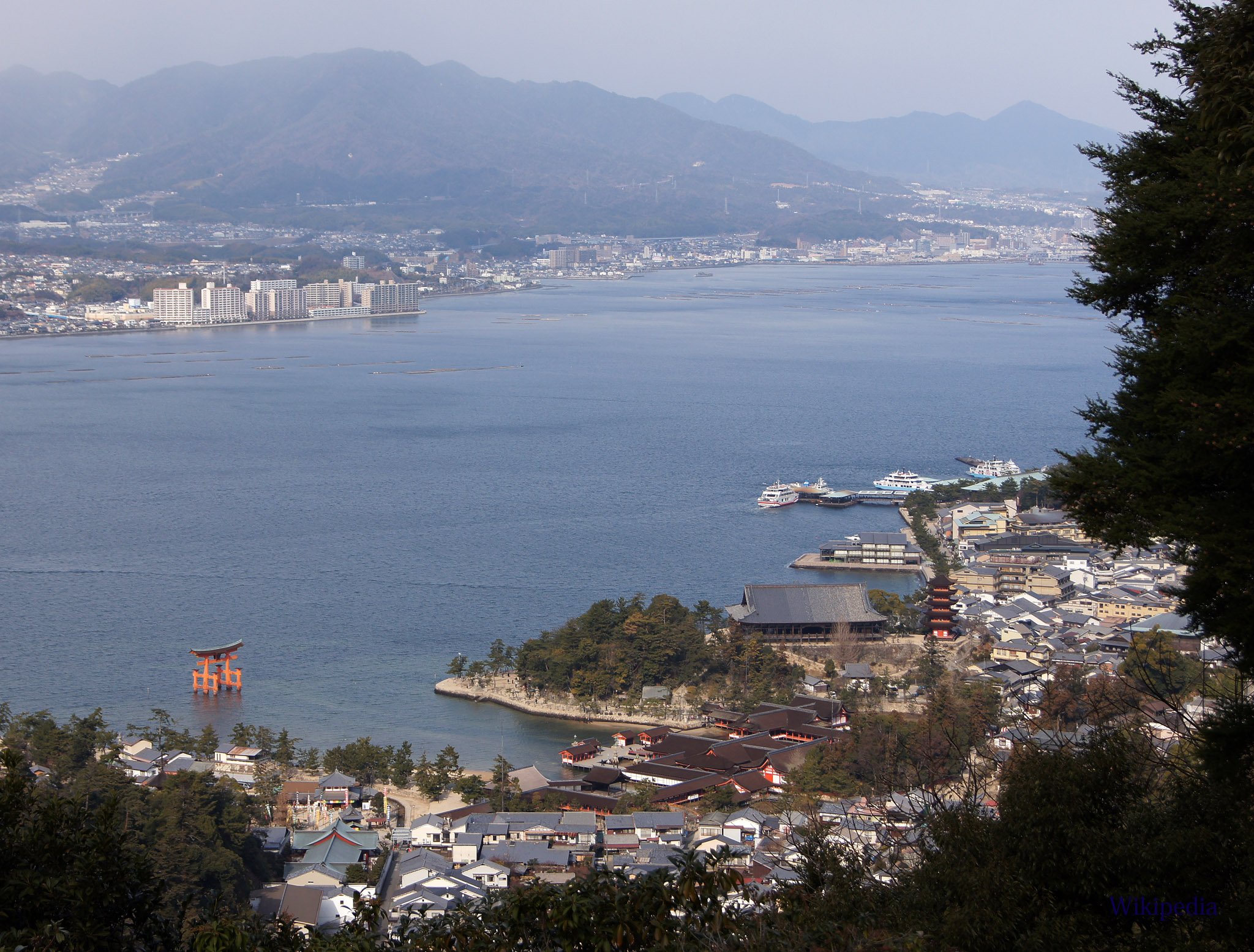
Vista de la costa de Miyajima.

En 2003 se estimó que el pueblo poseía una población de 2018 habitantes y una densidad de 66,40 personas por km². El área total era de 30.39 km².